# Ficinia polystachya
Ficinia polystachya är en halvgräsart som beskrevs av Margaret Rutherford Bryan Levyns. Ficinia polystachya ingår i släktet Ficinia och familjen halvgräs. Inga underarter finns listade i Catalogue of Life.